# Зашейково
Зашейково (рос. Зашейково) — присілок в Старицькому районі Тверської області Російської Федерації.
Населення становить 40 осіб. Входить до складу муніципального утворення Ємельяновське сільське поселення.

## Історія
Від 2005 року входить до складу муніципального утворення Ємельяновське сільське поселення. Раніше населений пункт належав до Ємельяновського сільського округу.

## Населення
| 2008 | 2010 |
| ---- | ---- |
| 55   | ↘40  |